# Landek (obec)
Landek (polsky Landek, německy Landeck) je vesnice v jižním Polsku ve Slezském vojvodství v okrese Bílsko-Bělá ve gmině Jasenice. Leží na území Těšínského Slezska na řece Jilovnici. Sousedí s Rudicí, Brúnovem, Jilovnicí a přes Černý les i s Chybami a Zábřehem. V roce 2014 zde žilo 597 obyvatel, rozloha obce činí 4,47 km².
Landek patří k rybníkářské oblasti zvané Žabí kraj. Rybníky zaujímají 1,1 km², tedy zhruba čtvrtinu území obce. Největší je Księżak Landecki Wielki (34 ha).
První zmínka o vesnici pochází z roku 1564. Název napovídá, že se jednalo o vesnici založenou německými kolonisty.
Obcí probíhá okresní silnice spojující Bílsko-Bělou se Strumení. Někdejší císařská silnice je lemována přes dvěma sty dubů, které byly v roce 1993 prohlášeny za přírodní památku.